# Метаксас, Андреас

Андреас Метаксас (греч. Ανδρέας Μεταξάς) (1786 — 19 сентября 1860) — греческий политик, уроженец острова Кефалиния.
На заключительном этапе греческой войны за независимость (1824—1827) сопровождал Иоанна Каподистрию в Грецию и был назначен им военным министром. Был верным сподвижником своего патрона, а после его убийства в 1831 году — стал членом временного правительства, которое работало до вступления на престол короля Оттона I в 1833 г. В период несовершеннолетия короля — назначен тайным советником и посланником в Мадриде и Лиссабоне. Метаксас — лидер так называемой «Русской Партии», наиболее консервативной из трёх существовавших тогда в Греции («английской», «французской» и «русской», условно именуемых так по лояльности к соответствующим державам, оказавшим поддержку Греции в её борьбе за независимость).
В 1840 году отозван и вновь назначен военным министром. Пришёл к власти после революции 3-го сентября 1843 года, в период с 14 сентября 1843 по 11 марта 1844 гг — председатель совета министров (премьер-министр), впоследствии — посол в Константинополе (1850—1854). Умер в Афинах, в 1860 г.